# Exceso de base
En fisiología humana, el exceso de base (ver: base) se refiere a la cantidad de ácido requerido para volver el pH de la sangre de un individuo al valor normal (pH 7.4). Usualmente el valor es reportado en unidades de (mEq/L). El valor normal está en alguna parte entre -2 y +2.
El término y el concepto fue introducido primero por Astrup y Siggaard-Andersen en 1958.

## Real y estándar
El exceso de base real es el exceso de base en la sangre.
El exceso de base estándar es el valor del exceso de base cuando el valor-hemoglobina de 5g/l. Esto da una mejor visión del exceso de base del fluido extracelular completo.